# Abbaye Saint-Michel-de-la-Cluse
Pour les articles homonymes, voir Abbaye Saint-Michel et Saint-Michel.
L’abbaye Saint-Michel-de-la-Cluse (Sacra 'd San Michel ëd la Ciusa en piémontais et Abbazia di San Michele della Chiusa ou Sacra di San Michele en italien) est une abbaye catholique située à 30 km à l'ouest de Turin, sur le mont Pirchiriano (962 m), à l'entrée du val de Suse, sur les communes de Sant'Ambrogio di Torino et de Chiusa di San Michele. Elle se trouve sur l'un des itinéraires de la via Francigena, chemin de pèlerinage historique qui mène à Rome.
Son indépendance territoriale, protégée par les papes successifs, de 987 à 1379, lui a permis d'avoir un très grand rayonnement culturel, très proche de la dynamique de la réforme bénédictine clunisienne. Elle entretint donc tout ce temps des relations subtiles avec ce territoire.

## Histoire

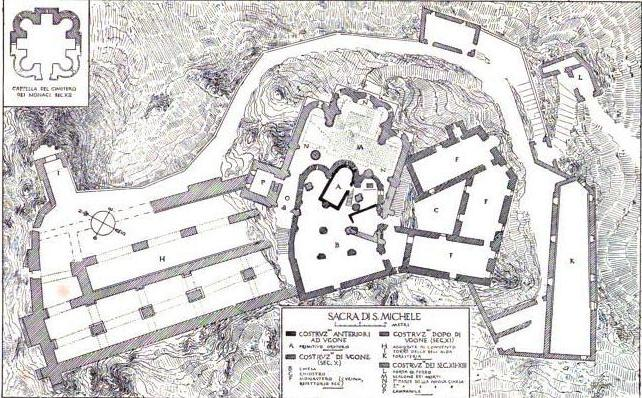
Plan du complexe de l'Abbaye Saint-Michel-de-la-Cluse dans un dessin d'Alfredo d'Andrade (1899).

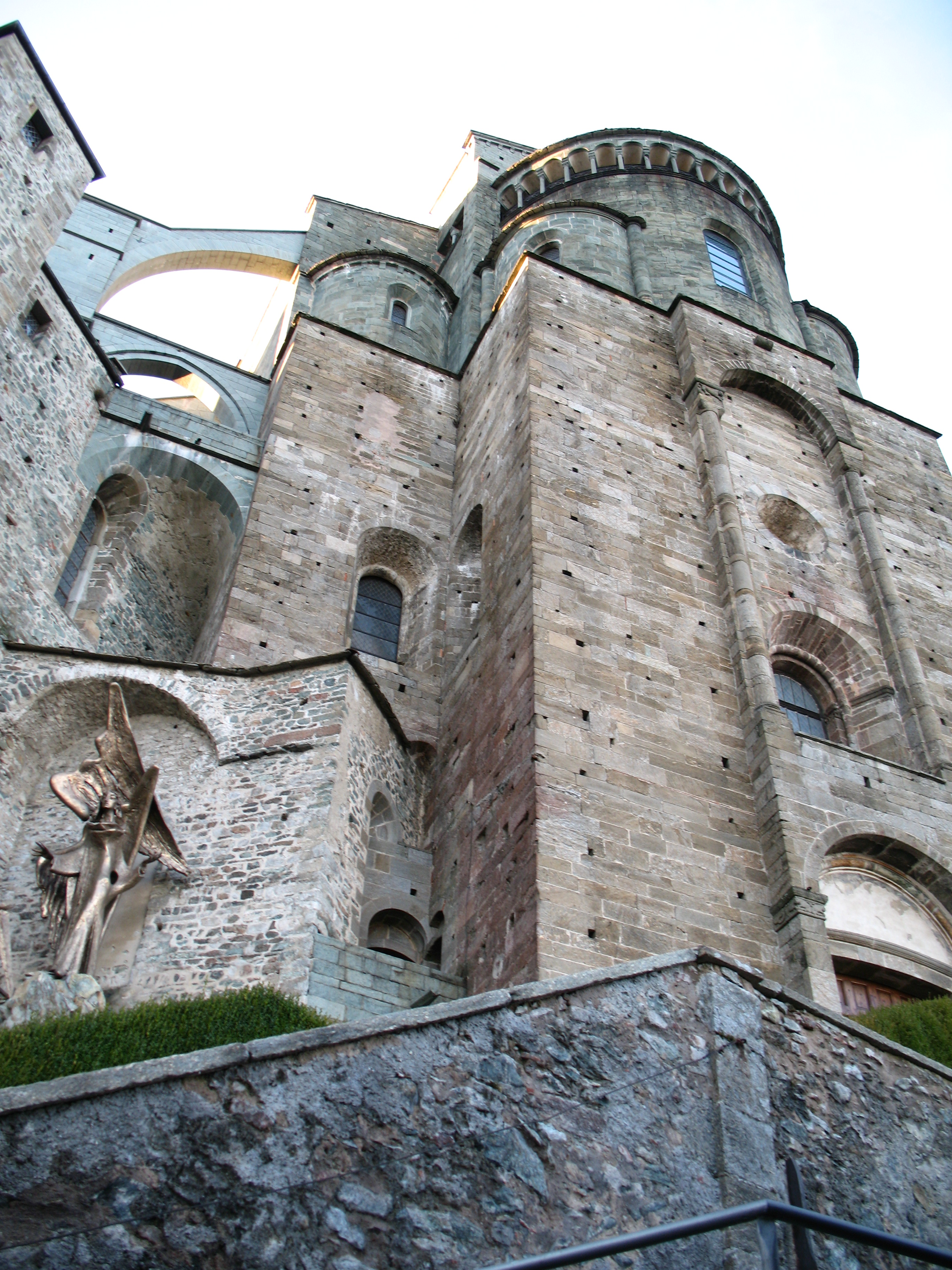
Bâtiment principal de l'Abbaye : en bas à gauche, sur un affleurement de roche entre le monastère et l'église, la statue en bronze de saint Michel l'Archange créée en 2005 par le sculpteur du Tyrol du Sud Paul Moroder.

Dès l'époque romaine, il y a une garnison militaire sur ce belvédère pour surveiller la route reliant la plaine du Pô à la Gaule par le Val de Suse et le col de Montgenèvre, point de départ de la Via Domitia vers la vallée de la Durance. Une voie moins fréquentée permettait d'accéder à la vallée de la Maurienne par le col du Fréjus.
Vers 980, l'ermite Jean Vincent (Giovanni Vincenzo), disciple de Romuald de Ravenne, s'est installé au col de la Cella, sur le Monte Caprasio, en face du mont Pirchiriano. Une nuit, l'archange saint Michel lui apparaît et lui ordonne de reconstruire l'oratoire sur le mont Pirchiriano où il s'est installé et qui a été consacré par l'évêque de Turin, Amizon (989-998), fils d'Ardouin le Gable.
Hugues d'Auvergne, plus justement Hugues Maurice, seigneur de Montboissier, surnommé « le Décousu » s'est rendu à Rome avec son épouse Isengarde pour expier ses innombrables péchés. Le pape l'engage à construire un monastère. Il revient en France par la vallée de Suse où il s'arrête chez des amis qui lui parlent de l'oratoire de saint Michel sur le Pirchiriano. Il décide alors d'acheter le terrain à un Arduin, probablement Arduin, marquis d'Ivrée, pour rendre les moines indépendants du pouvoir temporel.
L'abbaye est probablement fondée vers 983-987 par Hugues de Montboissier le Décousu avec l'appui de la famille Ardouin près d'une ancienne chapelle construite par l'ermite Jean Vincent. Il obtient un privilège de l'évêque de Turin Amizon pour les futurs moines. Son fils, Maurice de Montboissier, revient en Piémont pour achever la fondation et intervenir auprès d'Otton III pour obtenir une confirmation et de Sylvestre II, entre 998 et 1002.
Guillaume de Volpiano se rend en pèlerinage à l'abbaye Saint-Michel de Cluse vers 987.
Grâce à l'initiative de Hugues de Montboissier et au recrutement systématique des abbés et des moines en Auvergne, se développe une hospitalité internationale, un ferment modérateur de politique régionale.
Une bulle du pape Innocent III de 1226 confirme la possession de droits dans les diocèses alpins de Genève jusqu'à Die, entre Poitiers et le Puy dans le Massif central, ainsi que dans les diocèses de Gascogne, des Pyrénées, d'Avignon, de Gérone jusqu'au Comminges.
L'abbaye de Saint-Michel-de-la-Cluse possédait par exemple déjà au XIe siècle, un prieuré à Albignac en Corrèze ou à Chamonix dans le comté de Genève.
Au XVIIe siècle, le prince Eugène de Savoie est nommé abbé commendataire de l'abbaye à l'âge de sept ans. En 1622, le pape Grégoire XV supprime le monachisme dans l’abbaye. L'édifice est resté deux cents ans inoccupé.
En 1836, Charles-Albert de Sardaigne a confié la restauration de l'abbaye à Antonio Rosmini et y a transféré 27 dépouilles de la famille de Savoie. Le 23 août 1836, le pape Grégoire XVI a confié l'abbaye aux pères rosminiens.

## Architecture

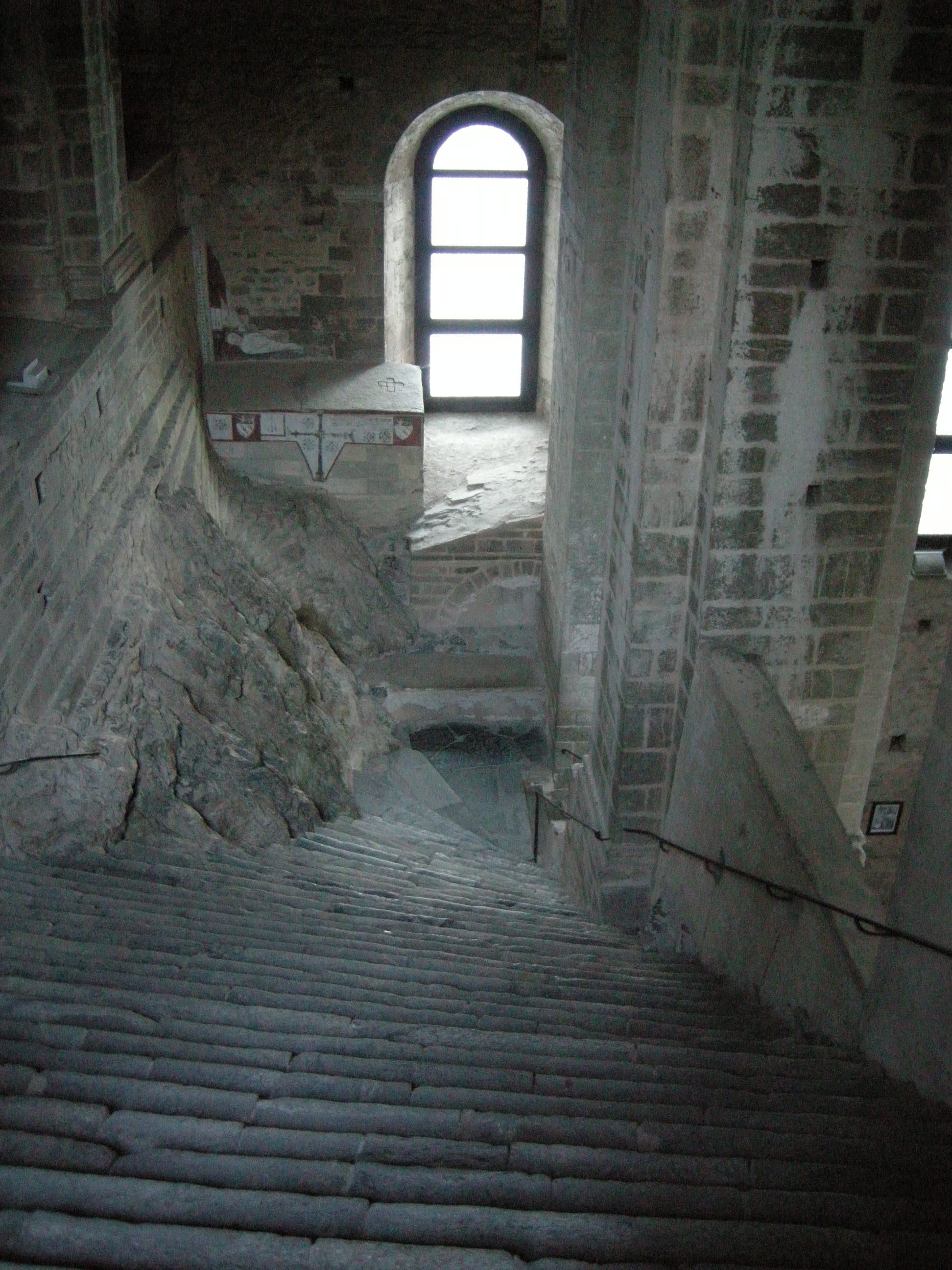
Escalier des Morts.

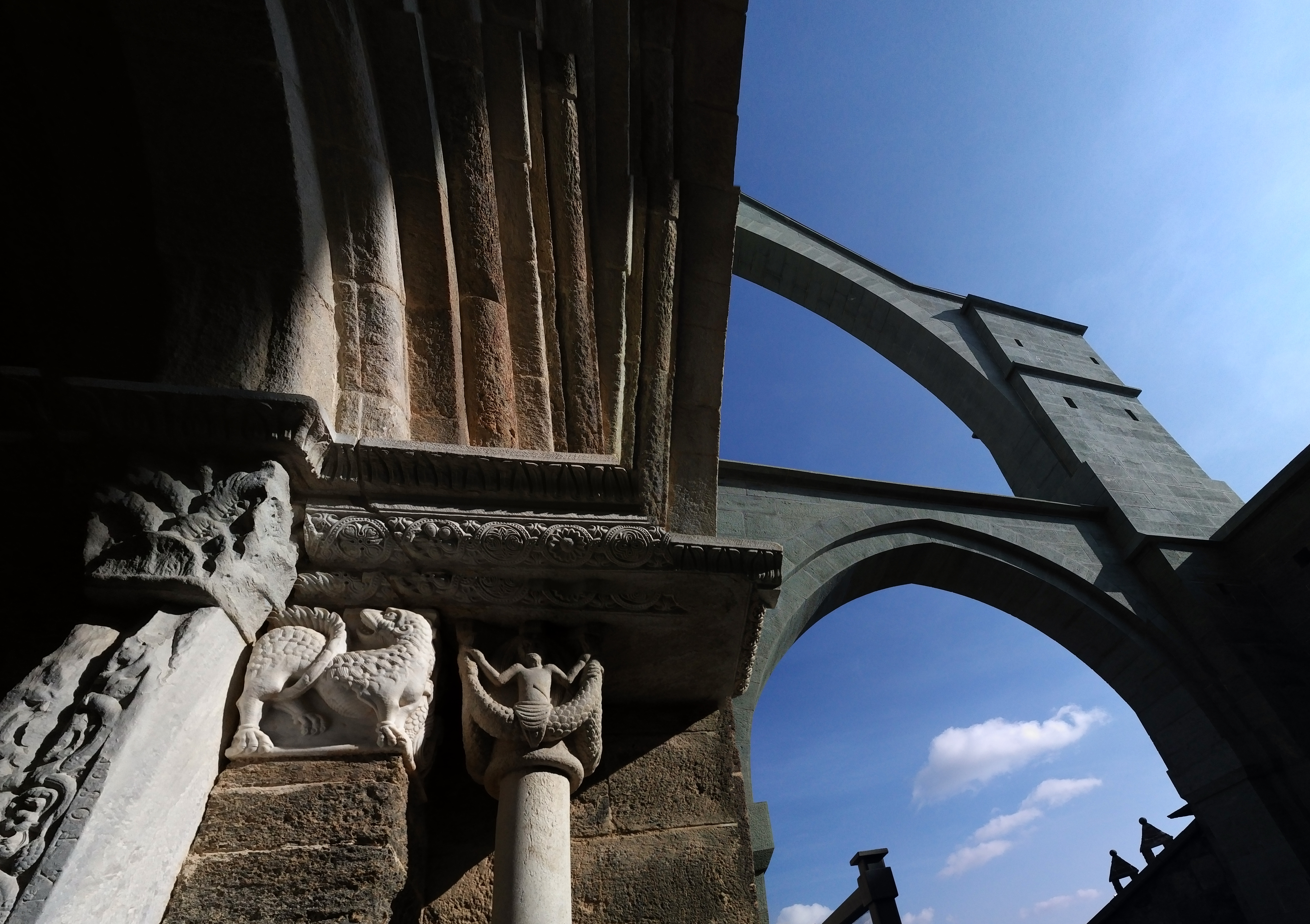
Détails sculptés et arcs-boutants.

Saint-Michel de la Cluse, une des abbayes bénédictines les plus célèbres, figure aujourd'hui parmi les plus importants ensembles architecturaux de la période romane présents en Europe. La structure architecturale de l'abbaye est tout à fait particulière. Les masses rocheuses accidentées de la montagne se fondent avec l'ensemble constitué par le soubassement, les marches et les contreforts de soutènement pour former un seul corps.
La particularité de l'église, outre son architecture extérieure, est de s'organiser autour d'un escalier central baptisé l'Escalier des Morts, où les illustres habitants du monastère étaient autrefois enterrés. Aujourd'hui, seuls cinq tombeaux subsistent. Cet escalier s'achève, en son plus haut point, sur le Portail du Zodiaque.

## Culture et pèlerinage

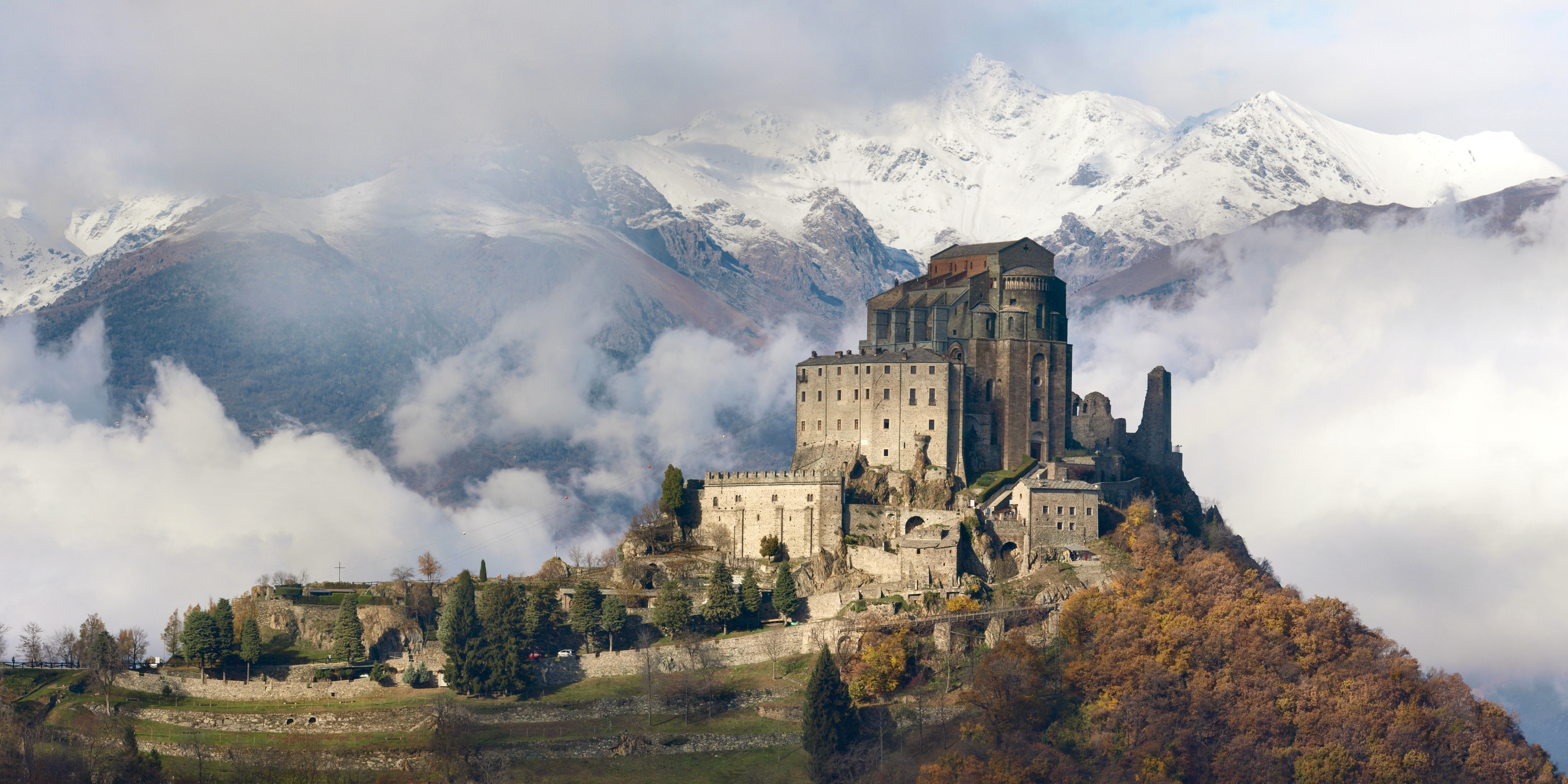
L'Abbaye Saint-Michel-de-la-Cluse en novembre.

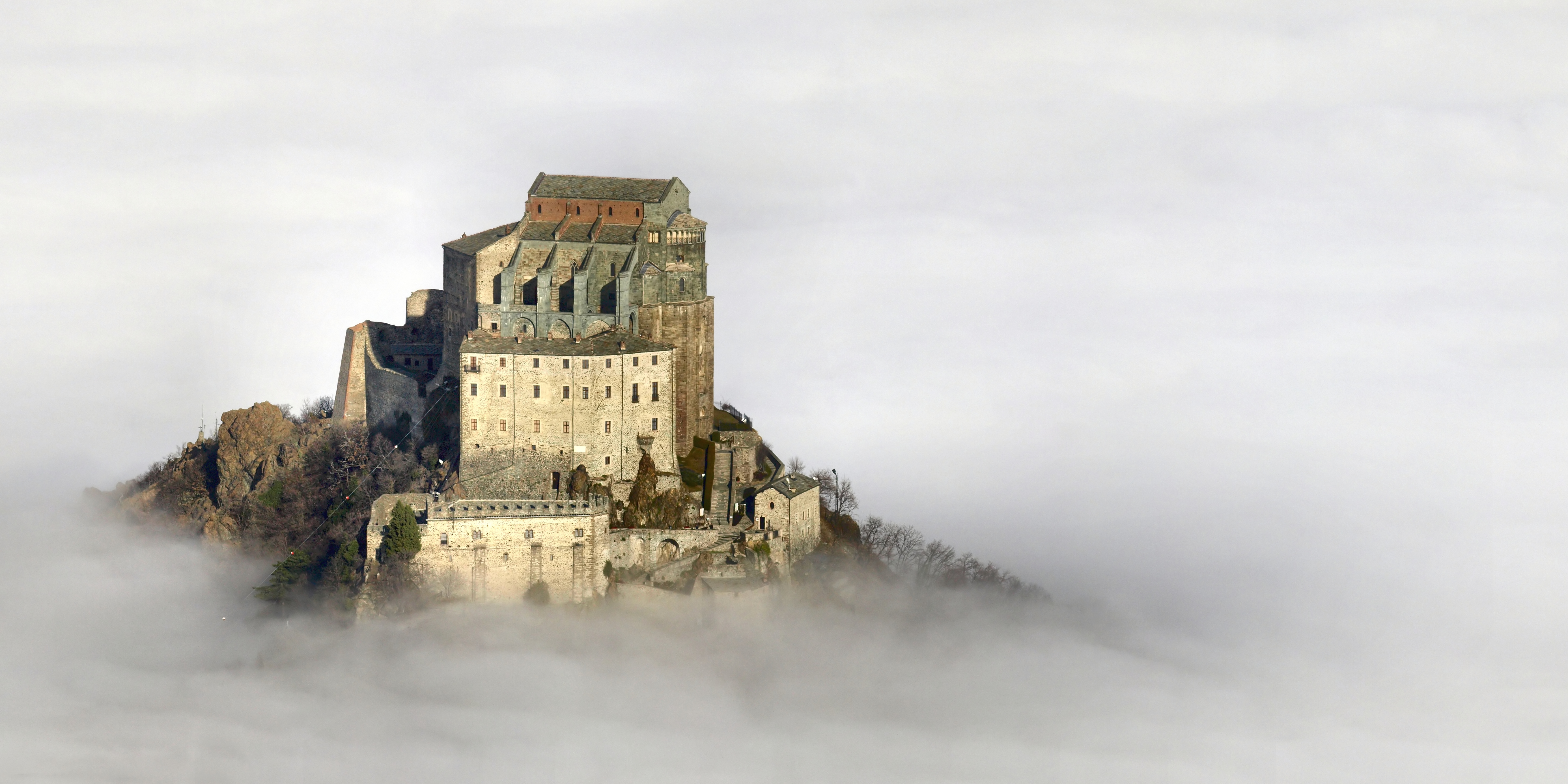
L'Abbaye Saint-Michel-de-la-Cluse en hiver

La Sacra est un lieu qui a toujours accueilli pèlerins ou voyageurs et reste un important site touristique et culturel de la région du Piémont. Il est le théâtre de nombreuses initiatives cultuelles et culturelles. Encore aujourd'hui il est possible de réserver une des cellules et de vivre dans les lieux habités par saint Anselme d'Aoste et par les moines de Cluny.

## Abbés
Abbés réguliers
- 999 — 1002 - Advert, moine de l'abbaye de Lézat[11] ;
- 1002 — 1045 - Benoît I ;
- 1045 — 1066 - Pierre I ;
- 1066 — 1091 - Benoît II, moine de l'abbaye de Saint-Hilaire ;
- 1091 — 1095 - Guillaume I ;
- 1095 — 1124 - Ermenegaldo ;
- 1124 — 1142 - Gaufret ;
- 1142 — 1148 - Boniface I ;
- 1148 — 1170 - Stefano ;
- 1170 — 1200 - Benoît III ;
- 1200 — 1227 - Pierre II ;
- 1227 — 1239 - Elia ;
- 1239 — 1244 - Matteo ;
- 1244 — 1261 - Guillaume II de La Chambre ;
- 1261 — 1283 - Decano ;
- 1283 — 1292 - Raimondo ;
- 1292 — 1298 - Richard (Riccardo) de Villette[12] ;
- 1298 — 1308 - Andrea ;
- 1308 — 1310 - Antonio ;
- 1310 — 1325 - Guillaume III, fils du seigneur Thomas III de Savoie-Piémont ;
- 1325 — 1359 - Rodolfo di Mombello ;
- 1359 — 1361 - Ugone di Marbosco ;
- 1361 — 1362 - Giacomo ;
- 1362 — 1379 - Pierre de Fongeret ;

Abbés commendataires
- 1391 — 1408 : Guillaume de Challant (° ?-†.12 mars 1431), il résigne son abbaye au profit de son frère lorsqu'il fut nommé évêque de Lausanne ;
- 1408 — 1411 : Amédée VI de Montmayeur (° ?-†.11 octobre 1422), évêque de Maurienne (1411-1422) ;
- 1411 — 1421 : Antoine de Challant (°v.1350 - †.4 septembre 1418), nommé cardinal en 1404 ;
- 1421 — 1446 : Jean Seyturier ;
- 1446 — 1461 : Guillaume de Varax (° ?-†.11 avril 1466), élu évêque de Belley en 1460 ;
- 1461 — 1503 : Jean de Varax (†1505), évêque de Belley ;
- 1503 — 1522 : Urbain de Miolans, dernier représentant de la Maison de Miolans ;
- 1522 — 1535 : Giovanni Battista Pallavicino, cardinal ;
- 1535 — 1535 : Bonifacio Ferrero, cardinal ;
- 1535 — 1538 : Filiberto Ferrero, cardinal ;
- 1538 — 1549 : Pier Francesco Ferrero, cardinal ;
- 1549 — 1560 : Filiberto Ferrero, cardinal ;
- 1560 — 1585 : Guido Luca Ferrero, cardinal ;
- 1585 — 1598 : Michele Bonelli, cardinal ;
- 1598 — 1603 : Lorenzo Capris ;
- 1603 — 1604 : Charles-Emmanuel Ier, duc ;
- 1604 — 1611 : Giovanni Botero ;
- 1611 — 1642 : Maurice de Savoie, cardinal ;
- 1642 — 1688 : Dom Antoine de Savoie (v.1626-†.1688), nommé par décret du 24 juillet 1642 et une bulle du 4 mars 1643.

## Moines et personnalités célèbres
- Ponce de Montboissier  (°v. 1103 - †. 14 octobre 1161), moine de l'abbaye Saint-Michel de la Cluse, abbé de l'abbaye de Vézelay en 1138-1161. Il dut surmonter l'opposition des moines, des évêques d'Autun, Humbert de Bâgé, et Henri de Bourgogne (frère du duc Eudes), et enfin contenir l'hostilité des comte de Nevers, Guillaume II et Guillaume III qui soutiennent les habitants de la ville contre l'abbaye. Il ordonna à Hugues de Poitiers de rédiger l'Histoire de Vézelay[13]. Ce fut de son temps le 31 mars 1146 que se tint à Vézelay cette assemblée où l'on résolut une nouvelle croisade[14].

## Terriers, propriétés, dépendances
Abbayes, prieurés, églises
- Prieuré de Chamonix[15] ;
- Abbaye Notre-Dame de Boscodon dont l'abbé Jean de Poligny, demande à s'allier à l'abbaye en 1396, Boscodon devient bénédictine de 1400 à 1600. En 1431 l'archevêque d'Embrun, Jacques Gélu, fait tout son possible pour faire briser cette alliance[réf. nécessaire] ;
- Abbaye de Saint-Hilaire, alliée au XIe siècle, puis confirmée par Innocent III en 1216 et Innocent IV en 1246 ;
- Abbaye Saint-Jacques de Joucou, fut rattachée à l'abbaye Saint-Victor de Marseille en 1367 par le pape Urbain V[16] ;
- Prieuré Saint-Jean de Catus[17] ;
- Prieuré Saint-Jean de Narbonne.

## Dans la fiction
L'abbaye aurait été l'un des modèles à Umberto Eco pour son roman Le Nom de la rose. À l'exception de sa position élevée, cependant, elle ne ressemble en rien à celle du roman. Selon Earl Anderson, de l'université d'État de Cleveland, il est probable que l'auteur se soit en partie basé sur le plan de Saint-Gall pour créer son abbaye.
L'abbaye est également le support du roman Veiller sur elle, de Jean-Baptiste Andrea, prix Goncourt 2023.